# Kalibův zločin
Kalibův zločin je román Karla Václava Raise. Poprvé byl vydán časopisecky roku 1892 ve Světozoru a knižně vyšel v roce 1895. Patří mezi autorova klasická díla. Svůj námět čerpá z života podhorské vesnice, jak je u Raise zvykem, a zobrazuje všední problematiku soužití slabších se silnějšími a různých generací v jedné chalupě, jak je u autora také dosti obvyklé. Problémy a konflikty zobrazené v díle autor nijak neřeší, nekritizuje, pouze je podrobně popisuje.

## Děj
Tragický příběh začíná dělením pozůstalosti po právě zemřelé, velice hodné matce Kalibové. Starý otec Kaliba nechal svým třem dětem rozdělit si šatstvo a další věci po nebožce a sám si ponechal jen část nádobí. Dělení se účastní hlavně jeho chamtivý zeť Smrž, který si vzal Kalibovu dceru Manku, a Kalibova dcera provdaná za Nedomlela. Oba se snaží urvat pro sebe co nejvíce. Pětatřicetiletý zatím svobodný syn Vojtěch si ponechá pouze maminčin sváteční šátek, který nosila do kostela.
Starý Kaliba cítí, že po smrti manželky již nemá mnoho síly a chce přestat hospodařit v chalupě a odejít na výměnek. Syn Vojtěch má převzít hospodářství po něm, ale přes svůj již starší věk stále není ženatý. Ve vsi Ostružíně, kde bydlí, pro něj nemohou najít nevěstu. Bázlivý Vojta se do ženění nehrne, ale dá na doporučení Smrže, který jej odvede k sestřenici své matky, staré Boučkové, do nedaleké vesnice Vidovice. Ta má dvaadvacetiletou dceru Karlu, s níž se Kaliba seznámí a kterou si oblíbí. Vojta se pak změní a jako mladík každou chvíli za Karlou běhá a ona se k němu chová také vstřícně. Vojta si ji chce vzít, jen jeho málomluvný tatík jej upozorňuje, zda si vše dobře rozmyslel, protože se mu nezdá velký věkový rozdíl mezi nimi. Před vlastní svatbou stará Boučková dohodne, aby se dcera po svatbě stala poloviční vlastnicí chalupy i polí Kalibů. Všichni souhlasí a dohodnou ještě výměnek pro starého Kalibu. Vojta s Karlou se vezmou a přestěhují se do Kalibovy chalupy, s Karlou přichází i stará Boučková a naopak starý Kaliba se stěhuje na výměnek. Radost ze svatby i stěhování má i Konopáč, zeť staré Boučkové, u kterého obě dosud bydlely a který všechno běhání Vojtovo za Karlou pozoroval s úsměškem.
Stará Boučková po přistěhování prohlédne celé hospodářství. Vojta v něm s radostí hospodaří, jen jej začíná mrzet, že Karla k němu není již tak vstřícná jako před svatbou. K prvnímu většímu konfliktu dojde u muziky, kdy mladá Karla celý večer protančí a Vojta jen sedí, opije se a celá vesnice se mu směje. Potom začne stará Boučková intrikařit a nevhodně se plést do života mladých. Pomlouvá Vojtu po vesnici, překrucuje pravdu, takže dosáhne toho, že za starým Kalibou přestane chodit jeho dlouholetý přítel Kukelka, a různými řečmi po vsi roznáší, jaký těžký život má její dcera s Vojtou. Tyto pomluvy a nepravdy se postupně stupňují a nedávají klidného života Vojtovi ani starému Kalibovi. Vojtu navíc mrzí, že se k němu jeho žena chová více a více odmítavě a přivádí jej to ke stále větším návalům zlosti a rozčilení. Tyto záchvaty pak hlavně stará Boučková používá proti němu.
V létě se Karle narodí syn. Vojta z toho má upřímnou radost a na dítě se velmi těší. Hodně jej mrzí, že stará Boučková i Karla jej k synovi nechtějí pustit a odhánění jej ze světnice, že se o dítě bojí. Z hovorů mezi matkou a dcerou pak vyjde najevo, že dítě nejspíš není Vojty, ale předchozího Karlina milence, vojáka Rachoty. Obě ženy s dítětem teď obývají světnici v chalupě a na Vojtu zbývá bydlení v komůrce. Vojta se začíná za svůj život, za ženu i tchyni stydět, uzavírá se do sebe a nikomu se nesvěřuje. Jen jeho otec pozná, že to se synem vypadá špatně, ale nechce se mu plést do rodinného života.
Stará Boučková se opakovaně soudí s Konopáčem, že jí neodvádí správně výměnek. Ten to však správně dělá, ale za předchozí ponižování podobné tomu Vojtovu jí přitom dělá naschvály, kde může. Jenže Boučková na rady Smrže se stále soudí a stále prohrává. Peníze za soudy však musí platit Vojta a půjčuje si na to u Smrže. Je to jeho další trápení.
Po více než ročním společném životě již Vojta nevydrží neustálé ponižování a odstrkování a vyžene starou Boučkovou z chalupy. Odejde s ní i Karla a obě se s dítětem usadí u Smrže. Nechtějí odtud odejít, i když je Vojta prosí. V záchvatu zlosti Vojta napadne i Karlu a stará Boučková to náležitě rozmázne po celé vsi a dá Vojtu k soudu. Pak dohodne se Smržem, že mu prodá Karlinu polovičku Kalibovic chalupy a polí, což byl od počátku Smržův záměr - dostat se nějak k tomuto majetku. Od soudu jde Vojta rovnou na měsíc do vězení a stará Boučková i Karla se synem se stěhují zpět do chalupy. Během Vojtova pobytu ve vězení mu umírá žalem a smutkem otec.
Když se Vojta vrací zpět domů, najde v chalupě nejenom obě ženy radující se jako nikdy předtím, ale přes okno vidí i bývalého Karlina milence, vojáka Rachotu, jak se k dítěti chová jako ke svému. Vojta všechno pochopí. V návalu zlosti vtrhne do světnice a v hádce zabije motykou Karlu. Za několik dní pak sám umírá, když se mu do mozku vlije krev a on se již ze záchvatu zlosti nevzpamatuje.
Pro dokreslení atmosféry, v níž se celý příběh odehrává, používá autor realistické podrobné popisy přírody, polních i hospodářských prací tak, jak se na vesnici té doby pravidelně střídají s ohledem na aktuální roční období. Charaktery postav nejsou autorem příliš rozebírány jejich popisem, ale jsou poutavě zachyceny v přímých řečech, které postavy vyslovují. Niterní myšlenky jsou podrobně zachyceny téměř jen u Vojty a v průběhu celého příběhu je zaznamenán jejich postupný vývoj, který jej přivede k tragickému konci. Právě nahlédnutí do myšlenek dává celému příběhu stupňující se dramatický ráz a velmi pěkně ukazuje, jak se z hodného, slušného a skromného člověka může stát vlivem jeho okolí neovládající se šílenec.